# Joseph Moog
Pour les articles homonymes, voir Moog (homonymie).
Joseph Moog, né le 26 décembre 1987 à Ludwigshafen en Allemagne, est un pianiste classique et compositeur allemand.

## Biographie
Joseph Moog est le fils de deux musiciens d'orchestre et est né en 1987 à Ludwigshafen. Dès l'âge de quatre ans, il commence à jouer du piano et à composer dans un environnement musical et il est admis à l'Université de musique de Karlsruhe à l'âge de dix ans en tant que jeune étudiant. À douze ans, le jeune pianiste fait ses débuts à Rio de Janeiro et commence sa carrière internationale. Il étudie avec Bernd Glemser à l'Université de musique de Würzburg et avec Arie Vardi à l' Université de musique, théâtre et média de Hanovre.
Joseph Moog joue sur la scène internationale avec le répertoire de piano classique, romantique et moderne, mais s'est également fait connaître avec de nombreuses raretés (Léopold Godowsky, Ferruccio Busoni, Anton G. Rubinstein, Moritz Moszkowski, Ignaz Friedman). Ses concerts le conduisent dans les métropoles européennes, notamment Londres, Amsterdam, Paris, Prague, Rotterdam, Rome, Berlin, Zurich et Hambourg, ainsi qu'en Asie, aux États-Unis et en Amérique du Sud.

## Prix et distinctions
Joseph Moog a été nommé Jeune artiste de l'année aux Gramophone Classical Music Awards 2015. Dans le cadre de l'International Classical Music Award 2014, il a reçu un prix dans la catégorie Instrumentaliste solo de l'année 2014 pour son CD « Scarlatti Illuminated » et en 2012 « Jeune artiste de l'année ». En outre, il a reçu de nombreux prix tels que le Prix du public au Kissinger Piano Olympus 2005, le Prix de la musique de l'Association des metteurs en scène allemands 2006, le Prix Groupe Edmond de Rothschild 2006, le Prix du mécénat du Festival de musique Schleswig-Holstein 2006, le Prix des jeunes artistes Rhénanie-Palatinat 2008. En outre, Moog est lauréat de la Fondation internationale Orpheum de Zurich et a été admis dans le cercle du « Jeune artiste Steinway » en 2009.
Dans ses récitals, Joseph Moog interprète encore et encore ses propres compositions. Peter Cossé a écrit en avril 2010 dans la revue Klassik Heute que Moog « compte parmi les interprètes les plus intéressants de sa génération et compte parmi les phénomènes les plus marquants de la vie musicale contemporaine ».

## Discographie sélective
- 2007 : Franz Liszt: Concertos pour piano 1 et 2, Totentanz, Claves-50-2707
- 2009 : Metamorphosis, Claves-50-2905, œuvres de Liszt, Moszkowski, Busoni, Friedmann et Godowsky
- 2010 : Divergences, Claves-50-1005, œuvres de Joseph Jongen, Max Reger et Alexander Scriabin
- 2011 : Récital Franz Liszt, Claves-50-1108
- 2012 : Rubinstein & Rachmaninov: Concertos pour piano, Onyx Classic 4089
- 2013 : Scarlatti illuminated, Onyx 4106[4]
- 2014 : Tchaikovsky & Scharwenka Sonates pour piano, Onyx 4126
- 2015 : Concerto pour piano Moszkowski-Grieg, Onyx 4144
- 2017 : Brahms Concerto pour piano no.2 & Strauss Burleske, Onyx 4169
- 2018 : Debussy 12 Études & Ravel Gaspard de la nuit, Onyx 4204
- 2020 : Brahms  Piano Concerto No.1 & Four Pieces for Piano Op. 119, Onyx 4214